# Neagathia corruptata
Neagathia corruptata är en fjärilsart som beskrevs av Felder 1875. Neagathia corruptata ingår i släktet Neagathia och familjen mätare. Inga underarter finns listade i Catalogue of Life.